# Alcmena
Alcmena là một chi nhện trong họ Salticidae.